# Mabel Greer’s Toyshop
A Mabel Greer's Toyshop egy rockegyüttes volt a 60-as évek végén. Bár egy lemezt sem adott ki és csupán hat hónapig állt fenn, léte fontos mérföldköve volt a progresszív rocknak, hiszen részben belőle alakult ki a műfaj egyik legnagyobb együttese, a Yes. 1968-ban Peter Banks és Chris Squire belépett a The Syn nevű formációba, majd még ebben az évben megalapították a Mabel Greer's Toyshop-ot. Nemsokára Bailey és Tumper elhagyta az együttest, Banks és Squire megváltoztatták nevüket Yesre, majd csatlakozott hozzájuk további három zenész: Jon Anderson, Bill Bruford és Tony Kaye.
A zenekar rövid élete során szerepelt a BBC Top Gear című rádióadásában. Az itt elhangzott felvételeik közül három felkerült egy brit pszichedelikus rock-ritkaságokat tartalmazó válogatásra (Dustbin Full of Rubbish). A negyedik ilyen felvétel három demo társaságában felkerült Banks Can I Play You Something? című válogatáslemezére.
Zenéjüket érdekes harmóniák és torzított gitárhang jellemezte. A dalaik közül egyik sem volt kiemelkedő, ami a tagok fiatal korával és elfoglaltságukkal magyarázható.

## Tagok
- Peter Banks – gitár
- Chris Squire – basszusgitár
- Clive Bailey – gitár, ének
- Tub Thumper – ütős hangszerek

## Diszkográfia

### Stúdióalbumok
- New Way of Life (2015)
- Images (2016) (1967–1968 közötti felvételek felújított változata)
- The Secret (2017)[2]